# La Fuente de San Esteban
La Fuente de San Esteban is een gemeente in de Spaanse provincie Salamanca in de regio Castilië en León met een oppervlakte van 77,04 km². La Fuente de San Esteban telt 1.358 inwoners (1 januari 2016).